# Blansko
Blansko (niem. Blanz) – miasto w Czechach, na Morawach, w kraju południowomorawskim, nad Svitavą (dorzecze Morawy). Około 21 tys. mieszkańców.
Blansko leży na Morawach, nad rzeką Svitavą. Miasto położone jest w okolicy chronionego obszaru Krasu Morawskiego.
W mieście rozwinął się przemysł elektromaszynowy, chemiczny, ceramiczny oraz spożywczy, jest stacja kolejowa Blansko, miasto ma bezpośrednie połączenie kolejowe z Brnem.

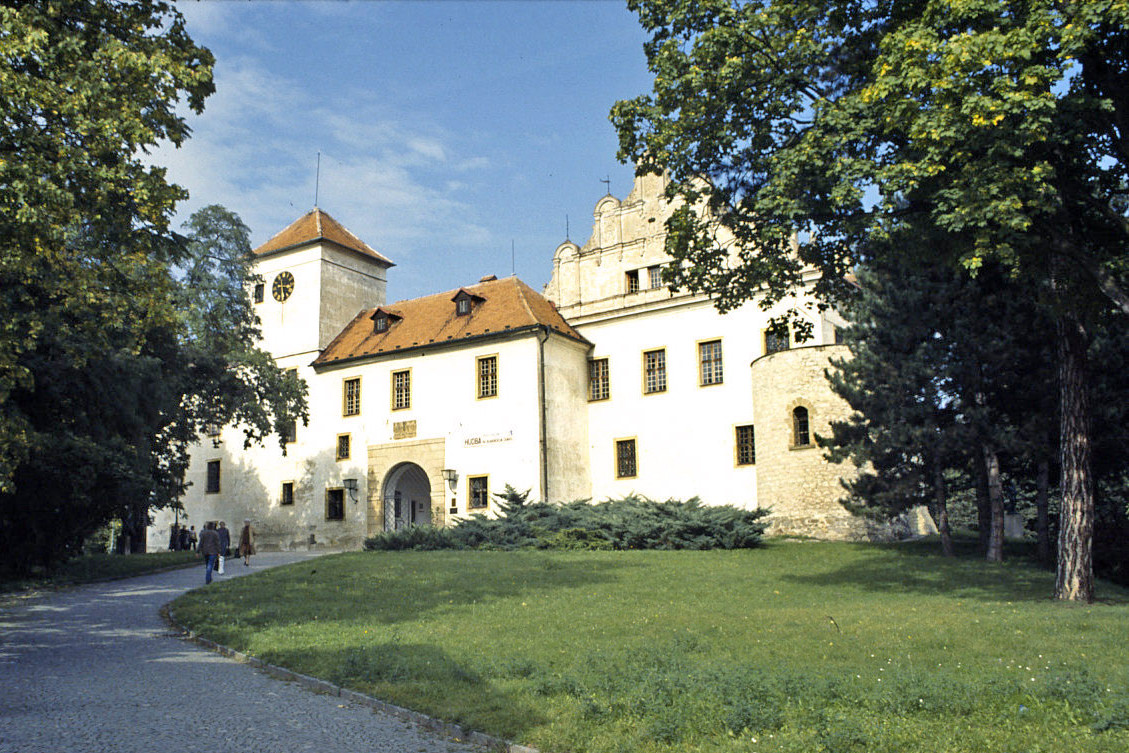
Zamek
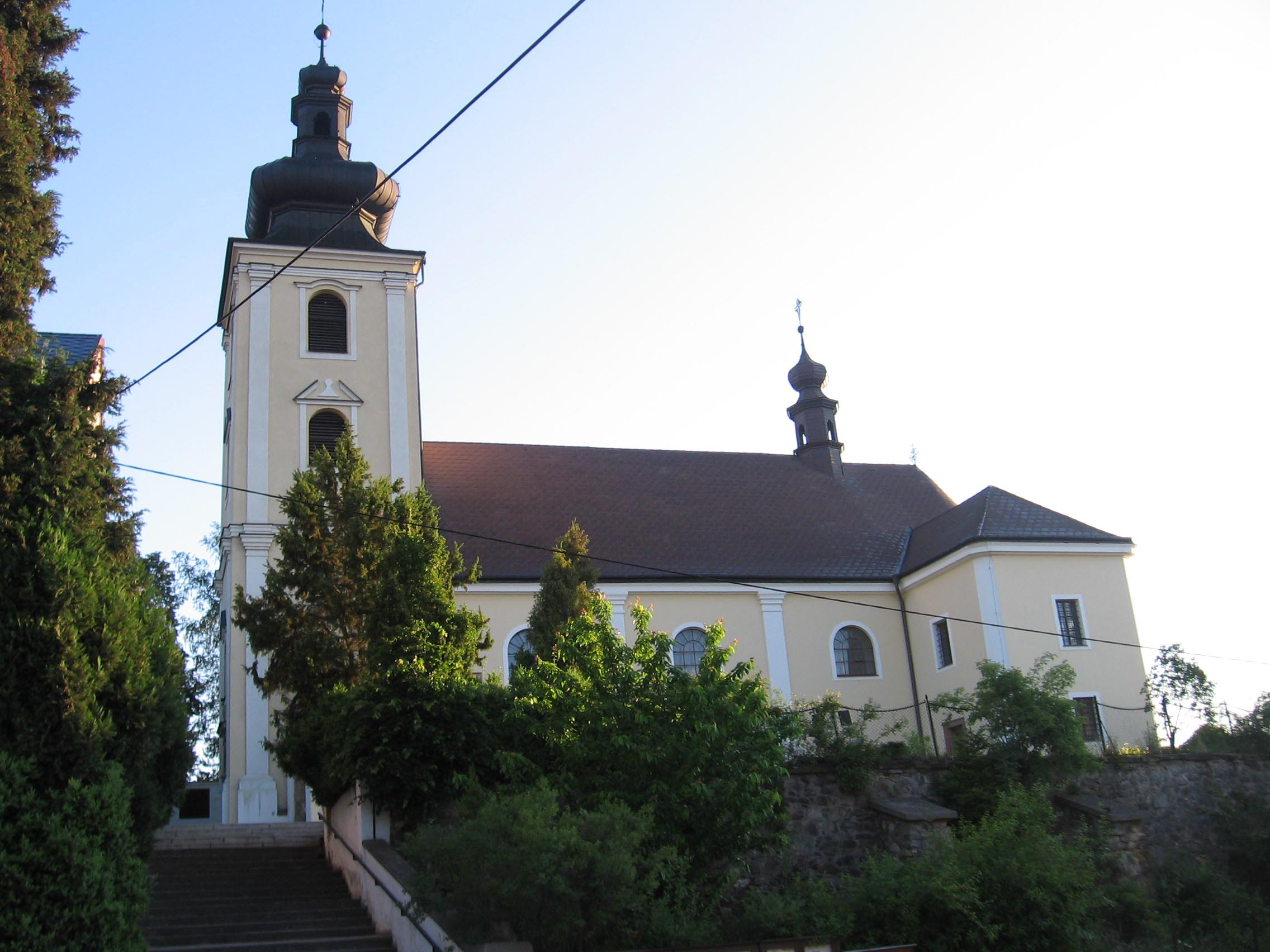
Kościół św. Marcina
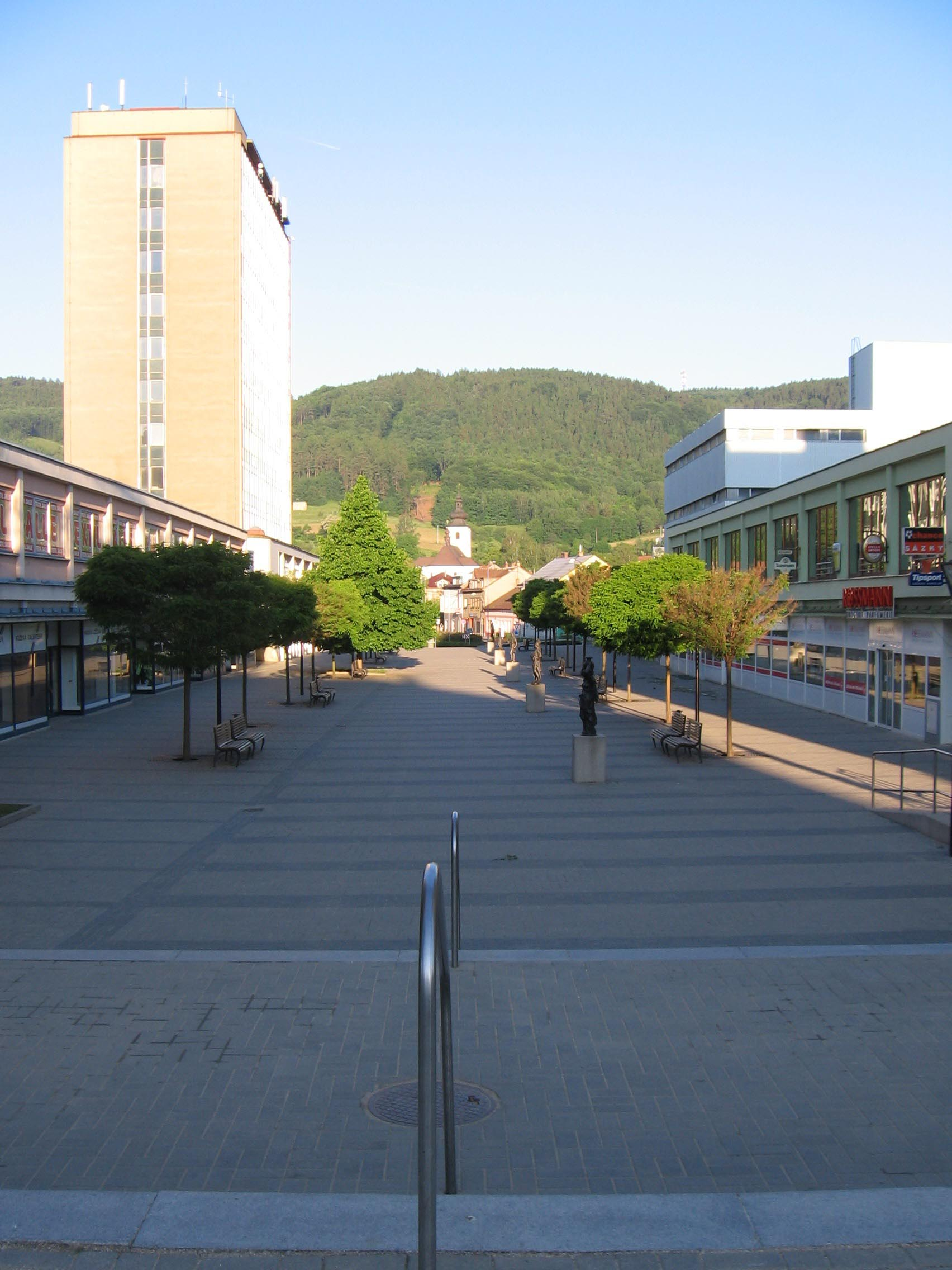
Plac w mieście
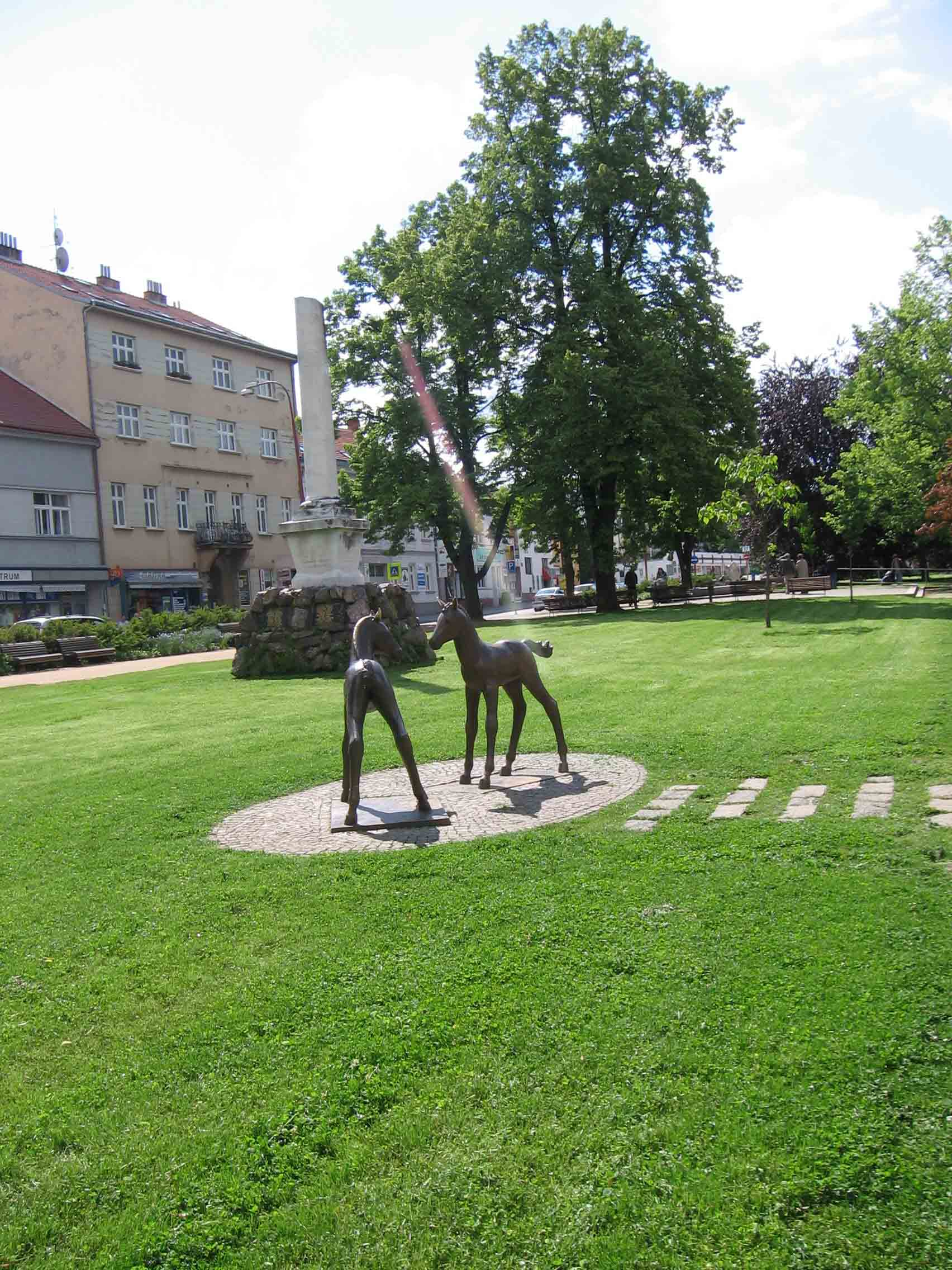
Plac Wolności

Współpraca międzynarodowa
- Bouloc, Francja
- Komárno, Słowacja
- Legnica, Polska
- Mürzzuschlag, Austria
- Scandiano, Włochy
- Vacquiers, Francja
- Villeneuve-lès-Bouloc, Francja